# Oberscheidweiler
Oberscheidweiler település Németországban, Rajna-vidék-Pfalz tartományban. Lakosainak száma 197 fő (2023. december 31.).

## Népesség
A település népességének változása:
| Lakosok száma | 207  | 175  | 182  | 191  | 193  | 197  |
|               | 1975 | 2017 | 2019 | 2021 | 2022 | 2023 |

## Látnivalók
- Az Alexandriai Szent Rókus és Katalin katolikus templom története egy 18. századi kápolnához kapcsolódik, amelyet 1870 és 1922 körül bővítettek ki. A templomot 1973–74-ben felújították.[2]

Szent Rókus és Katalin katolikus templom
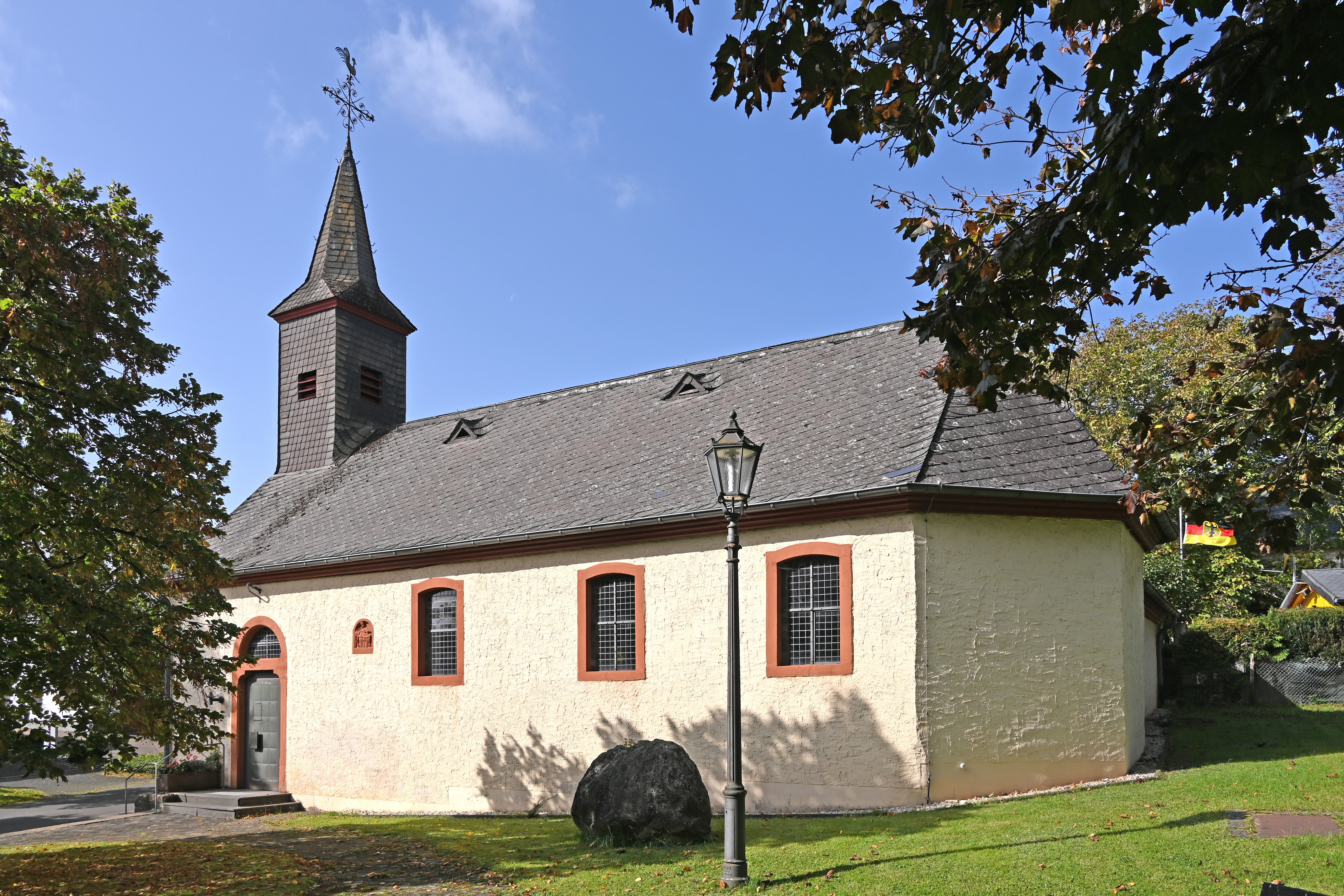
A templom oldalnézetből
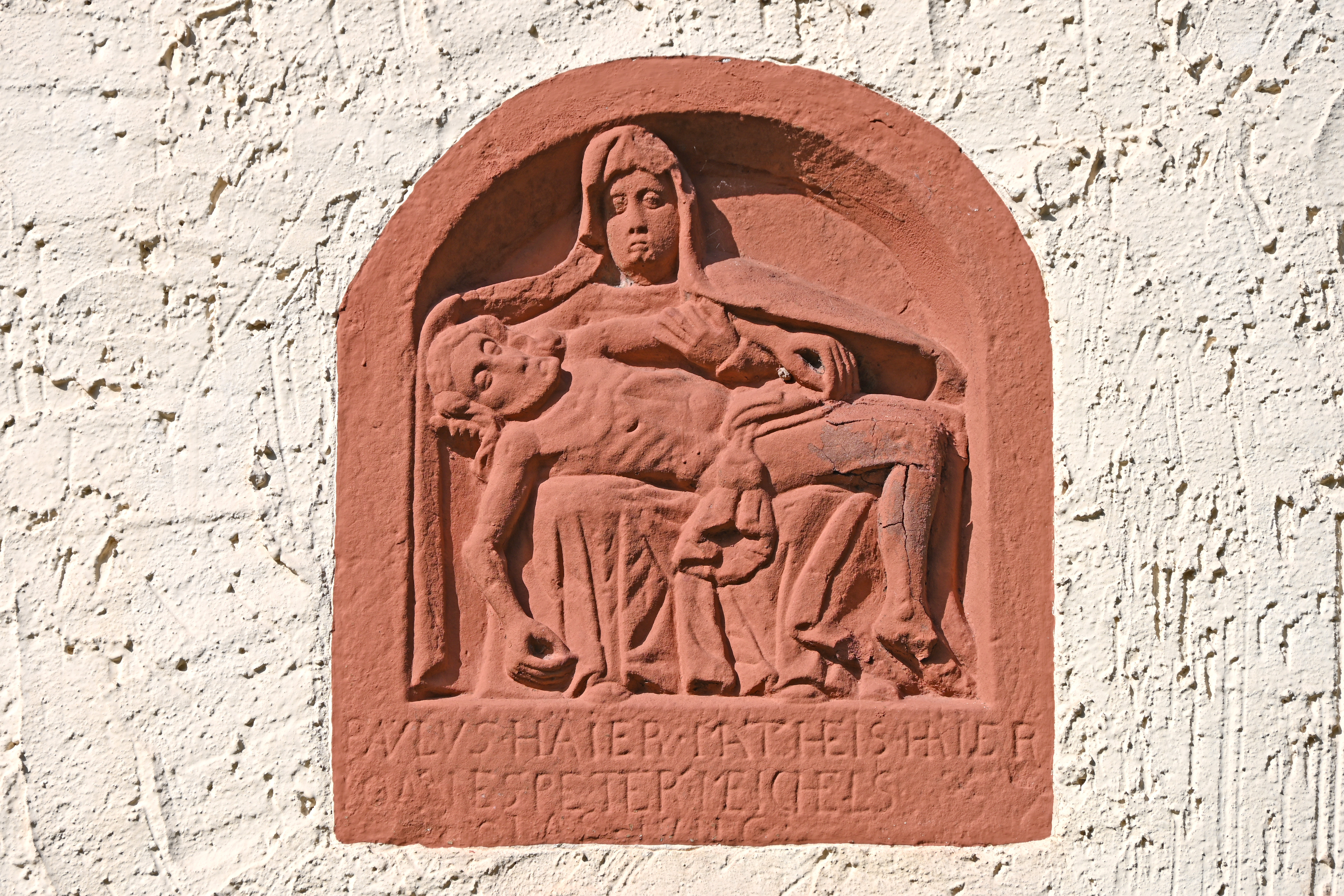
Pietà a déli oldalon
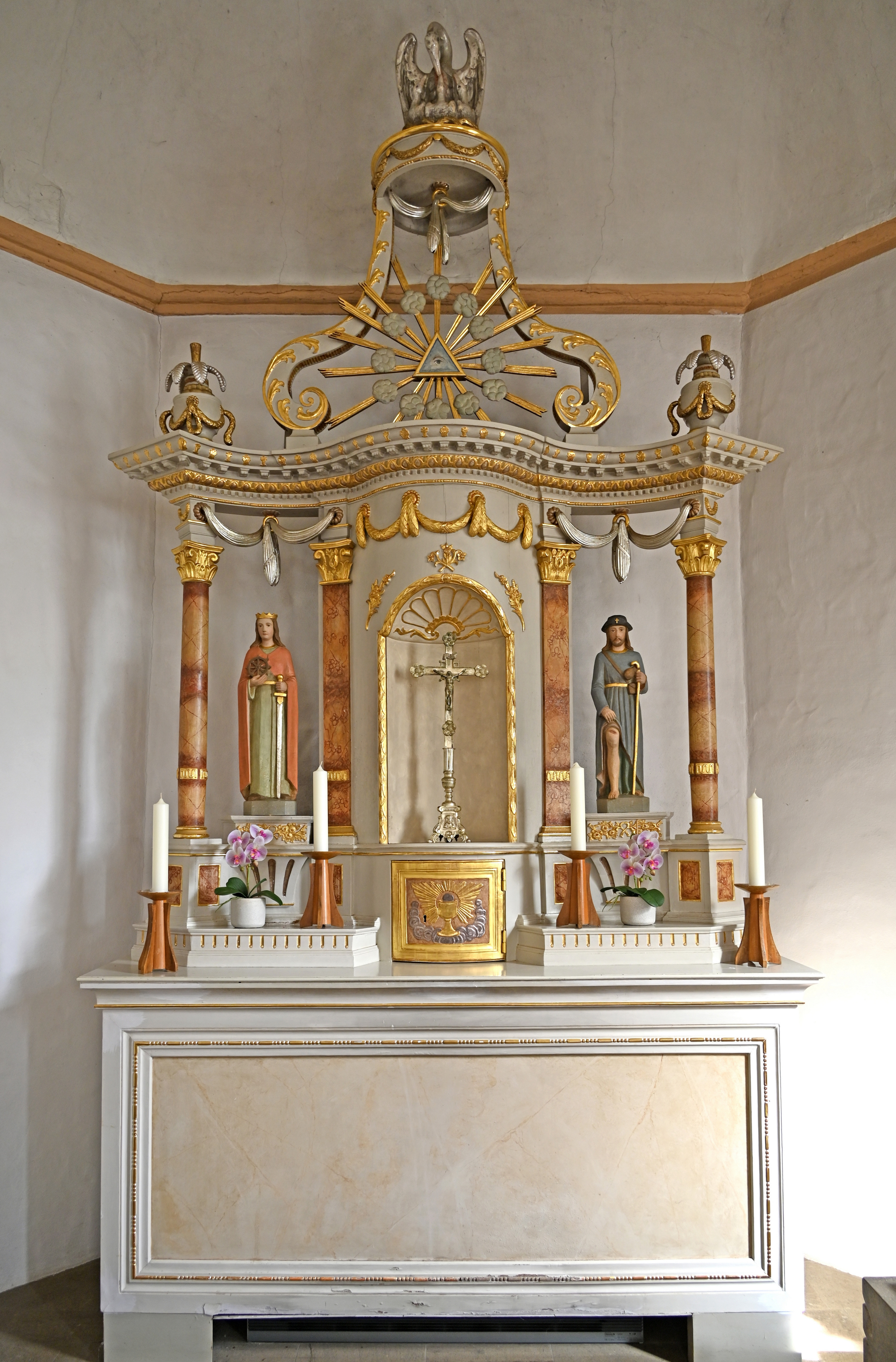
Főoltár
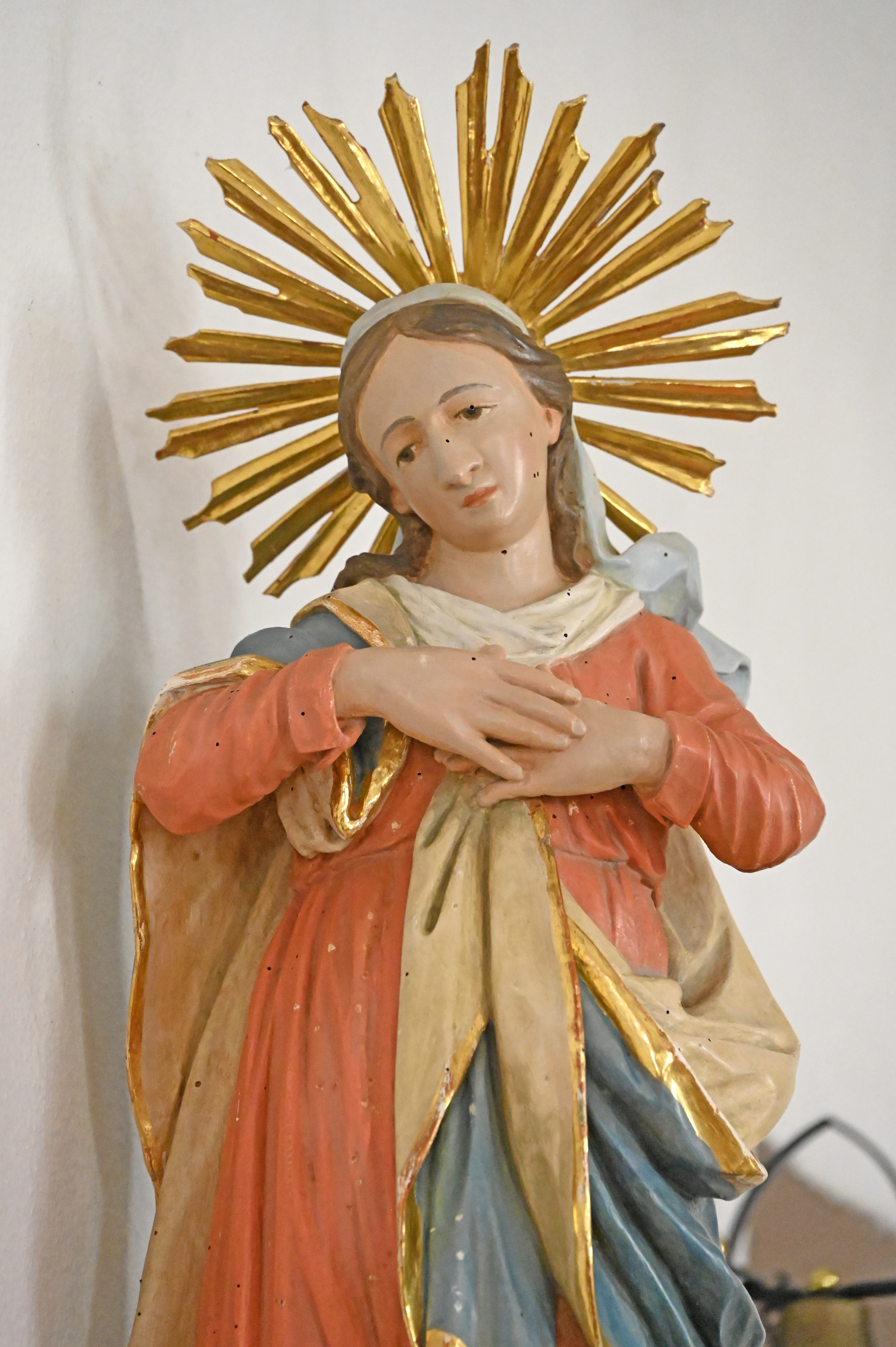
Mária-szobor
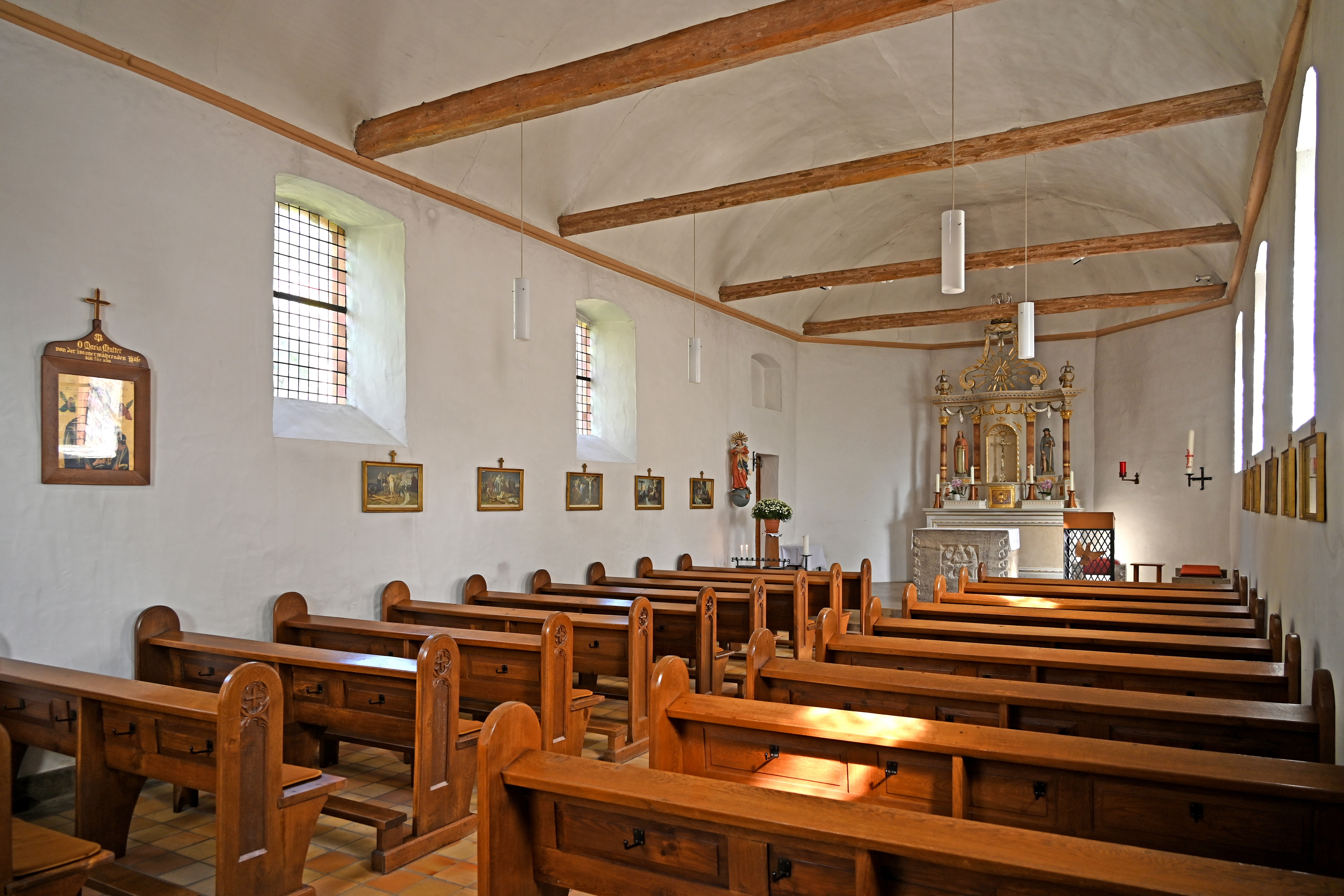
Belső tér